# Kerrison-Feuerleitrechner

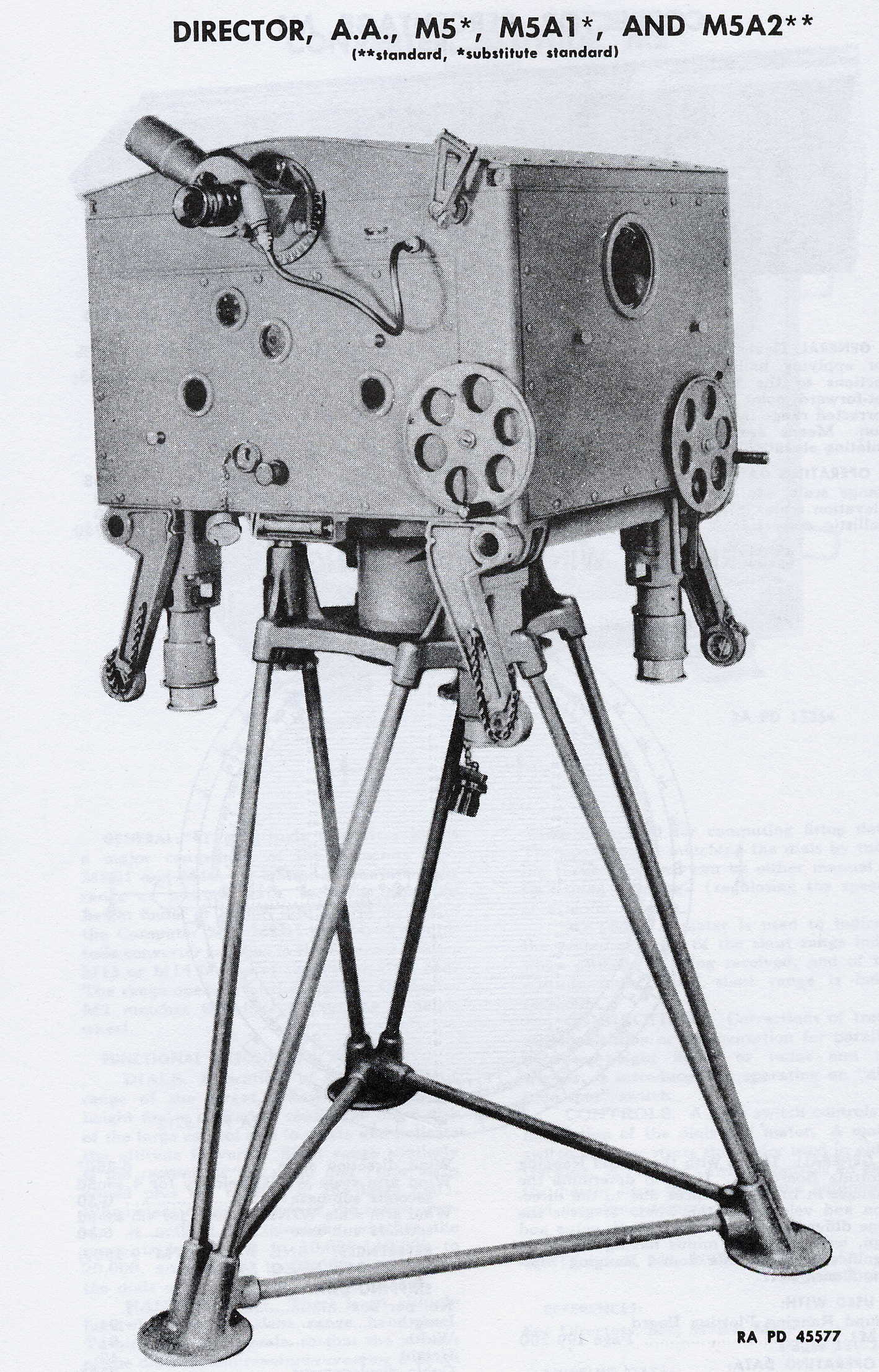

Der Kerrison-Feuerleitrechner war eines der ersten vollautomatischen Feuerleitsysteme für die Flugabwehr. Es diente der Automatisierung des Zielens der Bofors 40-mm-Geschütze der britischen Armee und lieferte genaue Vorlaufberechnungen durch einfache Eingaben an drei Handrädern.

## Geschichte
In den späten 1930er Jahren hatten sowohl Vickers als auch Sperry Feuerleitrechner für den Einsatz gegen Bomber in großer Höhe entwickelt. Tief fliegende Flugzeuge stellten jedoch ein ganz anderes Problem dar, da sie sehr kurze Gefechtszeiten und hohe Winkelgeschwindigkeiten aufwiesen, gleichzeitig aber weniger Anforderungen an die ballistische Genauigkeit stellten. Maschinengewehre waren die bevorzugte Waffe gegen diese Ziele, die mit dem Auge anvisiert und mit der Hand bedient wurden, aber diese hatten nicht mehr die erforderliche Leistung, um mit den größeren und schnelleren Flugzeugen der 1930er Jahre fertig zu werden.
Die neuen Bofors-40-mm-Kanonen der britischen Armee waren als Standard-Flugabwehrwaffen für niedrige Flughöhen vorgesehen. Die vorhandenen Geschützkontrollsysteme waren jedoch für diesen Zweck ungeeignet; die Reichweite war zu groß, um die Flugbahn zu „erraten“, aber gleichzeitig so gering, dass sich der Winkel schneller ändern konnte, als die Schützen ihre Kanonen drehen konnten. Der Versuch, gleichzeitig ein Reflexvisier zu bedienen, stellte eine zusätzliche Belastung für den Kanonier dar. Erschwerend kam hinzu, dass die Sturzkampfbomber der Luftwaffe, die sich schnell als entscheidende Waffe im Blitzkrieg erwiesen, genau aus diesen Entfernungen angriffen. Das Problem wurde von Major A. V. Kerrison aufgegriffen, der in den 1930er Jahren als Verbindungsmann der Armee am Admiralty Research Laboratory in Teddington gearbeitet hatte. Seine Lösung war ein Rechner, der auf viele der Korrekturen und Zeitprobleme verzichtete, die bei Geräten von Vickers, die für Höhenfeuer gedacht waren, auftraten. Stattdessen erfolgte eine relativ einfache Berechnung des Auftreffpunkts auf der Grundlage der relativen Bewegung, die vom Bediener angegeben wurde. Der Schlüssel zu diesem Konzept war die Verwendung von zwei Kugel-Scheiben-Integratoren, die in diesem Fall zur Aufrechterhaltung einer konstanten Bewegungsrate eingesetzt wurden. Auf der motorisierten Scheibe befanden sich zwei Metallkugeln, die übereinander angeordnet waren, wobei die untere mit der Scheibe und die zweite mit den Mechanismen in Berührung kam, die die Legehandräder des Rechners antrieben. 

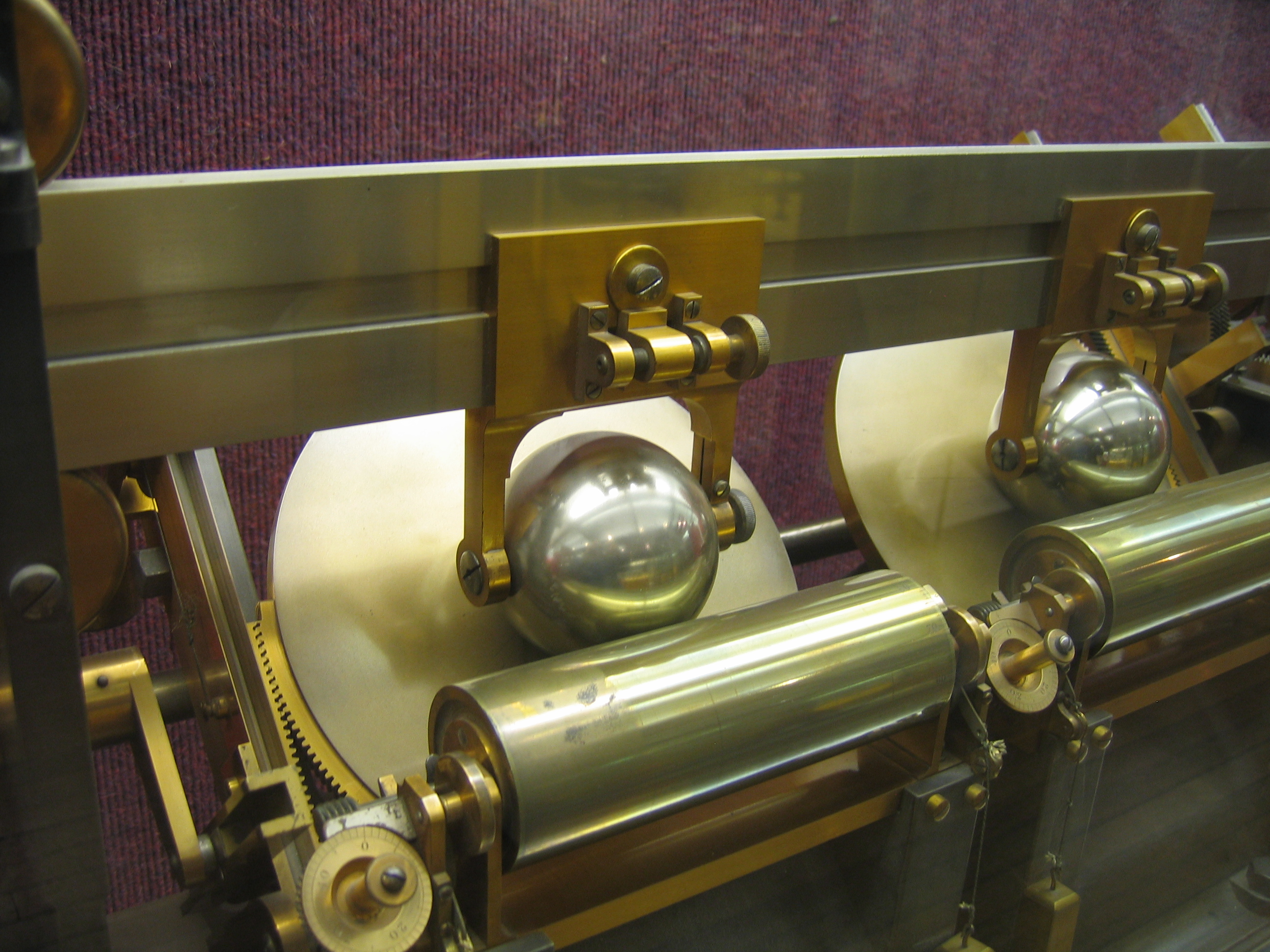
Ball & Disk Integrator

Da beide Kugeln aneinandergekuppelt waren, konnten sie getrennt oder zusammen verwendet werden. Bei der ersten Einstellung trennte der Bediener die Kugeln und benutzte die Handräder, um das Teleskop des Rechners auf das Ziel zu richten. Dadurch wurden die beiden Kugeln ebenfalls über die Oberfläche der Scheibe bewegt, obwohl sie diese nicht berührten. Sobald sie mit der Verfolgung des Ziels begonnen hatten, wurde die Kupplung betätigt, um die beiden Kugeln in Kontakt mit der Scheibe zu bringen, woraufhin die Drehung der Scheibe die Kugeln in Rotation versetzte und somit das Teleskop automatisch so bewegte, dass es auf das Ziel ausgerichtet blieb. Da die ursprünglichen Eingaben der Handräder wahrscheinlich nicht ganz genau waren, begann das System normalerweise, vom Ziel abzudriften". Die Bediener bewegten dann das Handrad, um das Ziel wieder in die Mitte zu bringen, wodurch auch die Kugeln über die Scheibe an eine neue Position verschoben wurden, wodurch sich ihre Rotationsgeschwindigkeit änderte und dadurch die Bewegungsrate angepasst wurde, um das Ziel wieder richtig zu verfolgen. Die Position der Kugeln auf der Scheibe entspricht direkt der Geschwindigkeit der Winkelbewegung des Ziels. Eine dritte Einstellung in der Kupplung setzte das System zurück, um mit der Verfolgung eines anderen Ziels zu beginnen. Aus den beiden Geschwindigkeiten in Flugbahn und Höhe wurde die Winkelgeschwindigkeit des Ziels berechnet und daraus der Vektor, entlang dessen sich das Ziel relativ zum Geschütz bewegte. Dies ist jedoch keine vollständige Lösung, da das Geschoss der Kanone eine gewisse Zeit braucht, um zum Ziel zu fliegen und sich in dieser Zeit bewegt. Daher muss die Kanone das Ziel "vorlaufen lassen", um die Bewegung während dieser Zeit zu berücksichtigen. Da die Entfernung zum Ziel unabhängig von dessen Bewegung ist, musste dieser Wert getrennt eingegeben werden, anfangs von einem separaten Besatzungsmitglied, das die Entfernung einfach schätzte oder eine Art optischen Entfernungsmesser benutzte, obwohl kleine Radargeräte für diese Aufgabe im Zweiten Weltkrieg üblich wurden. Da die 40-mm-Bofors-Geschütze keine Aufschlagzünder hatten und auf Kontaktzünder angewiesen waren, wurden die bei anderen Feuerleitrechnern verwendeten Zünder nicht benötigt.
Der „Output“ des Geräts trieb hydraulische Servomotoren an, die an den Traversier- und Elevationszahnrädern der ansonsten unveränderten Bofors-Kanone angebracht waren, so dass diese den Angaben des Rechners automatisch und ohne manuellen Eingriff folgen konnte. Die Kanoniere hielten das Geschütz lediglich geladen, während die drei Richtschützen den auf einem großen Stativ montierten Rechner lediglich auf das Ziel ausrichten mussten. Der Feuerleitrechner erwies sich als in der Lage, praktisch alles zu treffen, was in gerader Linie flog, was ihn besonders effektiv gegen Sturzkampfbomber machte. Mit über 1.000 Präzisionsteilen und einem Gewicht von über 230 kg war das Gerät sehr komplex, auch wenn ein großer Teil aus Aluminium gefertigt wurde, um das Gewicht zu reduzieren. Angesichts des Bedarfs der Royal Air Force an fast allen Leichtmetallen und Maschinisten war es für die Armee viel zu schwierig, die Maschine in beliebiger Stückzahl herzustellen. Das Gerät erwies sich zwar als hervorragende Ergänzung der Flugabwehr, war aber auch nicht ohne Fehler. Das Hauptproblem bestand darin, dass das System für den Antrieb des Geschützes  ziemlich große Stromgeneratoren benötigte, was den logistischen Aufwand für die Versorgung der Generatoren mit Treibstoff erhöhte. Auch die Einrichtung des Systems war eine recht komplexe Aufgabe, die nicht einfach „im Handumdrehen“ erledigt werden konnte. Letztendlich wurden sie fast ausschließlich für statische Stellungen verwendet, während die Feldeinheiten weiterhin auf Kimme und Korn oder die Ende 1943 eingeführten einfachen Stiffkey-Stick-Zielgeräte zurückgriffen. Der ebenfalls von Kerrison entworfene Flak-Verbundfeuerleitrechner Nr. 7 war in mancher Hinsicht ähnlich. Ursprünglich wurde er für die Nahverteidigung und auch gegen Ziele in mittleren Höhen von 1.800 bis 4.300 m eingesetzt. Später wurde es für den Einsatz mit dem 40-mm-Boforsgeschütz angepasst.

## Nutzung durch die USA

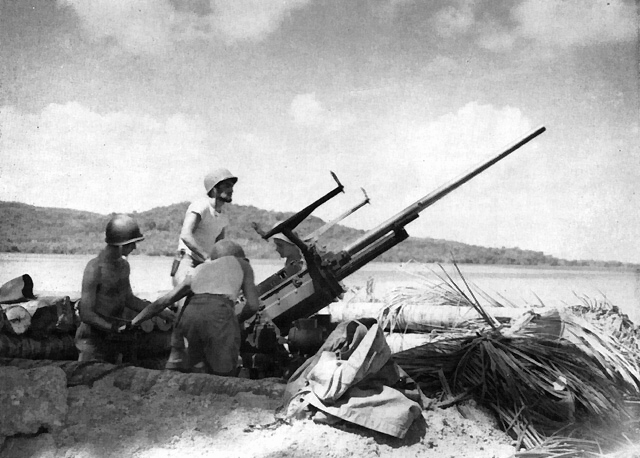
M1-37-mm-Flugabwehrkanone

Obwohl er genauer war als der Kerrison-Rechner, konnte Sperry mit der Produktion seines teureren und komplexeren M-7 nicht mithalten. Im September 1940 bat General George C. Marshall die Briten für Tests um die Ausleihe von vier Bofors-40-mm-Geschützen mit Kerrison-Feuerleitrechner. Während der Erprobung lieferte das ausgeliehene Gerät eine genaue Feuerleitung bis zu einer Entfernung von mehr als 1.500 m. Im Herbst 1940 standardisierte das Ordnance Department den Kerrison-Feuerleitrechner für die Verwendung mit ihrem 37-mm-Geschütz. Im Februar 1941 übernahm die US-Marine das Bofors-Geschütz für den Einsatz auf ihren Schiffen. Um die Produktionsprobleme zu lindern, standardisierte die Army im Februar 1941 widerwillig das 40-mm-Geschütz; das die USA für die Briten im Rahmen des Leih- und Pachtgesetz bauten.
Die Pläne wurden an die Sperry Corporation weitergegeben. Da man über keine überschüssigen Kapazitäten verfügte, nahm man nur notwendige Änderungen vor, um das Gerät an die US-Produktion anzupassen, und schickte die Pläne an die Armee zurück, die sie anderweitig produzieren ließ. Im Dezember 1940 wurde die Singer Corporation mit der Produktion von 1.500 Geräten pro Monat beauftragt, um die bestehenden 37-mm-Geschütze der Army auszurüsten, während die Produktion der 40-mm-Bofors Geschütze hochgefahren wurde. Zunächst wurden zwei Modelle gebaut, der M5, der mit dem US-Standard von 115 V 60 Hz betrieben wurde, und der M6 für den britischen Gebrauch, der mit 50 V 50 Hz betrieben wurde. Der ursprüngliche M5 war für einen externen Drehmomentverstärker ausgelegt, was die Komplexität noch erhöhte. Dies wurde mit dem M5A1 behoben, der ein leistungsfähigeres Kugel-Scheiben-System verwendete, das einen externen Verstärker überflüssig machte.
Um die Geräte schnell genug zu produzieren, nahm Singer massive Veränderungen im Unternehmen vor, darunter den Bau neuer Fabriken und die Umstellung einer Gießerei von Stahl auf Aluminium. Die Produktion wurde erst im Januar 1943 aufgenommen, aber bereits Mitte 1944 war der gesamte Auftrag erfüllt. Für kurze Zeit waren einige Bofors-Geschütze der US-Armee mit dem Sperry M7 ausgerüstet, die jedoch im Einsatz durch M5 ersetzt wurden, sobald diese verfügbar waren.
Da die Geschwindigkeit der Flugzeuge im Laufe des Krieges dramatisch zunahm, erwies sich selbst die Geschwindigkeit des Kerrison am Ende als unzureichend. Nichtsdestotrotz zeigte das Gerät, dass für eine effektive Geschützführung eine einigermaßen leistungsfähige Computerunterstützung erforderlich war und 1944 begann Bell Labs mit der Auslieferung eines neuen Systems, das auf einem elektronischen Analogrechner basierte. Das Timing erwies sich als hervorragend: Im Spätsommer desselben Jahres begannen die Deutschen, London mit der V-1 anzugreifen, die mit hoher Geschwindigkeit in geringer Höhe flog. Nach einem Monat mit begrenztem Erfolg wurden alle verfügbaren Flugabwehrkanonen auf den Landstreifen im Anflug auf London verlegt, und das neue Visier erwies sich als mehr als wirksam gegen sie. Die Angriffe bei Tag wurden bald aufgegeben.